# Синакевич, Александр Васильевич
Александр Васильевич Синакевич — русский предприниматель и общественный деятель, статский советник, гласный Пермской городской думы с 1883 года, городской голова Перми в 1893—1898 гг. Активно участвовал в благотворительной деятельности: был председателем Пермского дамского попечительства о бедных, комиссии по разбору и призрению нищих, членом Комитета Общества попечения о лицах, освобождённых из мест заключения.
Когда в 1895 году Городская дума приняла решение принять Пермский оперный театр под попечительство города, была создана Городская театральная дирекция, которую возглавил А. В. Синакевич. 